# Verneuil-en-Bourbonnais
Verneuil-en-Bourbonnais – miejscowość i gmina we Francji, w regionie Owernia-Rodan-Alpy, w departamencie Allier.

## Demografia
Według danych na rok 1990 gminę zamieszkiwało 280 osób, a gęstość zaludnienia wynosiła 20 osób/km². W styczniu 2015 r. Verneuil-en-Bourbonnais zamieszkiwało 258 osób, przy gęstości zaludnienia wynoszącej 18,2 osób/km².